# 熊本市立北部東小学校
熊本市立北部東小学校（くまもとしりつ ほくぶひがししょうがっこう）は、熊本県熊本市北区鶴羽田町にある公立小学校。

## 沿革
- 1982年（昭和57年） - ミツ角町立北部東小学校開校
- 1991年（平成3年） - 熊本市と合併し、熊本市立北部東小学校に改称

## クラブ活動

### 運動部
- 女子・男子バスケットボール部
- サッカー部(男子・女子共に)
- 北部東サンライズ(クラブチーム扱い）

### 文化部
- 音楽部（男子・女子共に）